# Neto Bran
Ernest Steve «Neto» Bran Montenegro (Mixco, 23 de septiembre de 1980) es un político guatemalteco, actual alcalde de la ciudad de Mixco en Guatemala desde el 15 de enero de 2016. Se desempeñó como secretario general del partido político Todos entre 2020 y 2021.

## Biografía
Exalumno del Colegio Católico para varones San Pablo, Guatemala. Participó como candidato a la alcaldía de Mixco por el Partido de Avanzada Nacional, en las Elecciones municipales de 2011, quedando en cuarto lugar, siendo vencido por Otto Pérez Leal, del Partido Patriota. Seguido de Amílcar Rivera,en segundo lugar y Jimmy Morales, en tercero.
Salió del PAN y se unió al Partido Unidad Nacional de la Esperanza. Ahí aspiró como precandidato a la alcaldía de Mixco en las elecciones de 2015, pero tras la llegada de Mario Leal Castillo como candidato a vicepresidente, dejó el partido y se especuló que no participaría.
El 31 de mayo de 2015, fue proclamado candidato a la alcaldía de Mixco, por el Movimiento Reformador.
Durante la medianoche del 6 de septiembre de 2015, se confirmó que Neto Bran había ganado la alcaldía mixqueña con 38.123 votos, equivalente al 21.65%. Luego le seguía el exalcalde Amílcar Rivera, seguido de Otto Pérez Leal
Luego de su triunfo en las urnas mixqueñas, Bran se ha dedicado a conocer los problemas que afectan a su municipio.Se conoce como el nuevo salvador del mundo por lo que algunos analistas afirman que «come ansias».
Neto Bran obtuvo una contundente victoria en las elecciones de 2019, logrando su reelección. Ganó con el 50.9% de los votos, y el segundo lugar obtuvo 9.4%; con una ventaja superior al 41%. Es el alcalde más votado en la historia de Mixco.

## Historial electoral

### Alcalde de Mixco
| Año electoral | Año electoral | Símbolos | Partido                      | Votos  | %     | Resultado   |
| ------------- | ------------- | -------- | ---------------------------- | ------ | ----- | ----------- |
|               | 2011          |          | Partido de Avanzada Nacional | 8 228  | 4.99  | Perdió (5°) |
|               | 2015          |          | Movimiento Reformador        | 38 127 | 21.65 | Gana (1°)   |
|               | 2019          |          | Todos                        | 83 529 | 50.90 | Gana (1°)   |
|               | 2023          |          | Partido Popular Guatemalteco | 54 920 | 29.50 | Gana (1°)   |